# Digital Spy
Digital Spy – brytyjska rozrywkowa strona internetowa należąca do Hearst Magazines UK. Serwis był notowany w rankingu Alexa na miejscu 89 614 (2017).

## Historia
Strona internetowa została uruchomiona w 2000 roku przez Neila Wilkesa i administratora Jamesa Welsha. W 2008 roku strona została kupiona przez wydawcę czasopism Hachette Filipacchi UK. Forum Digital Spy miało 3,1 milionów członków. W tym samym roku została przyznana nagroda Digital Spy Soap, a głosowaniu brali udział użytkownicy Digital Spy.
W 2013 roku strona Digital Spy miała 24 miliony unikalnych użytkowników miesięcznie i była dostępna w wersji brytyjskiej, amerykańskiej i australijskiej.
W 2015 roku strona została odnowiona.
Digital Spy jest największą rozrywkową marką w Wielkiej Brytanii.